# Отворено првенство Ченаја у тенису 2001.
Отворено првенство Ченаја у тенису 2001 (познат и под називом Golden Flake Open 2001) је био тениски турнир који је припадао АТП Интернационалној серији у сезони 2001. Турнир се играо на тврдој подлози. То је било 6. издање турнира који се одржао у Ченају у Индији на СДАТ тениском стадиону од 1. јануара 2001. — 7. јануара 2001.

## Носиоци
| Држава | Играч              | Позиција1 | Носилац |
| ------ | ------------------ | --------- | ------- |
| ШВЕ    | Магнус Норман      | 4         | 1       |
| АРГ    | Франко Сквилари    | 14        | 2       |
| ФРА    | Седрик Пиолин      | 16        | 3       |
| ЗИМ    | Бајрон Блек        | 35        | 4       |
| ФРА    | Жером Голмар       | 42        | 5       |
| ШВЕ    | Андреас Винчигвера | 52        | 6       |
| НЕМ    | Маркус Ханчк       | 72        | 7       |
| ЧЕШ    | Јиржи Вањек        | 77        | 8       |

- 1 Позиције од 25. децембра 2000.[1]

### Други учесници
Следећи играчи су добили специјалну позивницу за учешће у појединачној конкуренцији:
- Тејлор Дент
- Фазалудин Сајед
- Махеш Бупати

Следећи играчи су ушли на турнир кроз квалификације:
- Кристијан Плес
- Сирил Солније
- Николај Давиденко
- Лионел Ру

### Одустајања
- Жером Голмар (друго коло - проблеми с леђима)
- Кристијан Плес (друго коло - повреда рамена)

## Носиоци у конкуренцији парова
| Држава | Играч        | Држава | Играч             | Носиоци |
| ------ | ------------ | ------ | ----------------- | ------- |
| ЗИМ    | Бајрон Блек  | ЗИМ    | Вејн Блек         | 1       |
| ИНД    | Махеш Бупати | ИНД    | Леандер Паес      | 2       |
| ИЗР    | Ејал Ран     | ШПА    | Хаиро Веласко мл. | 3       |
| ЈАФ    | Пол Роснер   | ЈАФ    | Џејсон Вир-Смит   | 4       |

### Други учесници
Следећи играчи су добили специјалну позивницу за учешће у конкуренцији парова:
- Саурав Пања/  Сринат Прахлад
- Мустафа Гоус /  Вишал Упал
- Бари Кауан /  Мозе Навара

## Шампиони

### Појединачно
Михал Табара је победио  Андреја Стољарова са 6:2, 7:6(7:4)
- Табари је то била једина освојена титула у каријери у појединачној конкуренцији.[2]

### Парови
Бајрон Блек /  Вејн Блек су победили  Барија Кауанана /  Мозеа Навара са 6:4, 6:3.
- Бајрону Блеку је то била прва (од две) титуле у сезони и 21-а (од 22) у каријери.
- Вејну Блеку је то била прва (од три) титула у сезони и пета (од 18) у каријери.